# Sport Viseu e Benfica
O Sport Viseu e Benfica foi criado em 1 de Agosto 1924, tendo sido sócio fundador da Associação de Futebol de Viseu e da Associação de Desportos de Viseu. Começou por ter o nome  de Sport Lisboa e Viseu - o "Lisboa e Viseu", até todas as filiais do Sport Lisboa e Benfica adotarem a mesma designação. Nessa época existiam em Viseu vários clubes:  Grupo União de Futebol,  Sport Ribeira Viriato, que foram extintos e o Clube Académico de Futebol (Académico de Viseu) e o Lusitano Futebol Clube (Lusitano de Vildemoinhos), ainda em atividade.  

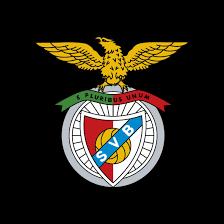
Sport Viseu Benfica

A história do clube começou em 1924 quando os Galitos de Aveiro desafiaram os visienses para uma partida de futebol. Sob a égide de Edmundo de Oliveira, do então Grupo União de Futebol, e de Abel Leonídio, do Sport Ribeira Viriato, foi criada uma seleção dos melhores de Viseu para defrontarem os aveirenses, sendo a bola, os equipamentos e balneários disponibilizados por ambos os clubes. A meio do amador estágio e sem razão aparente, as direções do União e do Ribeira Viriato cortaram o apoio aos selecionados, ficando estes sem meios de continuar a preparação para aquele que seria um dos primeiros dérbis da zona centro. A revolta instalou-se entre os jogadores e foi no Café Avenida que o então jogador e alferes António Carlos lançou a ideia de criar um novo clube na cidade de Viseu. 
Nascia assim, em 1 de Agosto de 1924, o Sport Lisboa e Viseu, que mais tarde daria lugar ao atual Sport Viseu e Benfica, a filial número 3 do Sport Lisboa e Benfica.

## Classificações
| Escalão          | 13/14 | 14/15 | 15/16 | 16/17 | 17/18 | 18/19 | 19/20           | 20/21           | 21/22           | 22/23           | 23/24           |
| ---------------- | ----- | ----- | ----- | ----- | ----- | ----- | --------------- | --------------- | --------------- | --------------- | --------------- |
| Liga Sagres      | -     | -     | -     | -     | -     | -     | -               | -               | -               | -               | -               |
| Liga Vitalis     | -     | -     | -     | -     | -     | -     | -               | -               | -               | -               | -               |
| II Divisão       | -     | -     | -     | -     | -     | -     | -               | -               | -               | -               | -               |
| III Divisão      | -     | -     | -     | -     | -     | -     | -               | -               | -               | -               | -               |
| taça de portugal | -     | -     | -     | -     | -     | -     | 1ª eliminatória | 1ª eliminatória | 1ª eliminatória | 1ª eliminatória | 1ª eliminatória |
| 1º Escalão Dist. | 2º    | -     | -     | 7º    | -     | -     | 5º              | 7º              | 6º              | 7º              | -               |
| 2º Escalão Dist. | -     | -     | -     | -     | -     | -     | -               | -               | -               | -               | -               |
| 3º Escalão Dist. | -     | -     | -     | -     | -     | -     | -               | -               | -               | -               | -               |

## Estádio

### Nome: 1º de maio
a capacidade é de 700 lugares

## Títulos

### Campeonato de Viseu
O Sport viseu e benfica venceu 5 campeonatos de Viseu em 1927/28, 1933/34, 1942/43, 1943/44 e em 1946/47

### AF VISEU DIVISÃO DE HONRA
O Sport viseu e benfica venceu 2 AF viseu divisão de honra em 1948/49 e em 1974/75 

### AF VISEU 1º DIVISÃO
O Sport viseu e benfica venceu 5 AF viseu 1º divisão em 1948/49, 1957/58, 1966/67, 1973/74 e em 2009/10

### AF VISEU 2º DIVISÃO
O Sport viseu e benfica venceu 2 AF viseu 2º divisão em 1957/58, 1966/67 e em 1973/74